# 하이플라이
하이플라이(영어: Hi Fly)는 포르투갈의 전세 항공사로 주로 아프리카, 유럽, 남아메리카에 취항하고 있다. 리스본 포르텔라 공항이 허브 공항으로 1988년에 에어 룩소르(영어: Air Luxor)로 설립되어 주로 에어버스 기종을 사용하고 있다.

## 보유 기종
- 2021년 3월 기준으로 하이플라이는 다음과 같이 보유하고 있으며 평균 기령은 19.6년이다.[2]

## 같이 보기
- 포르투갈의 항공사 목록

## 사진

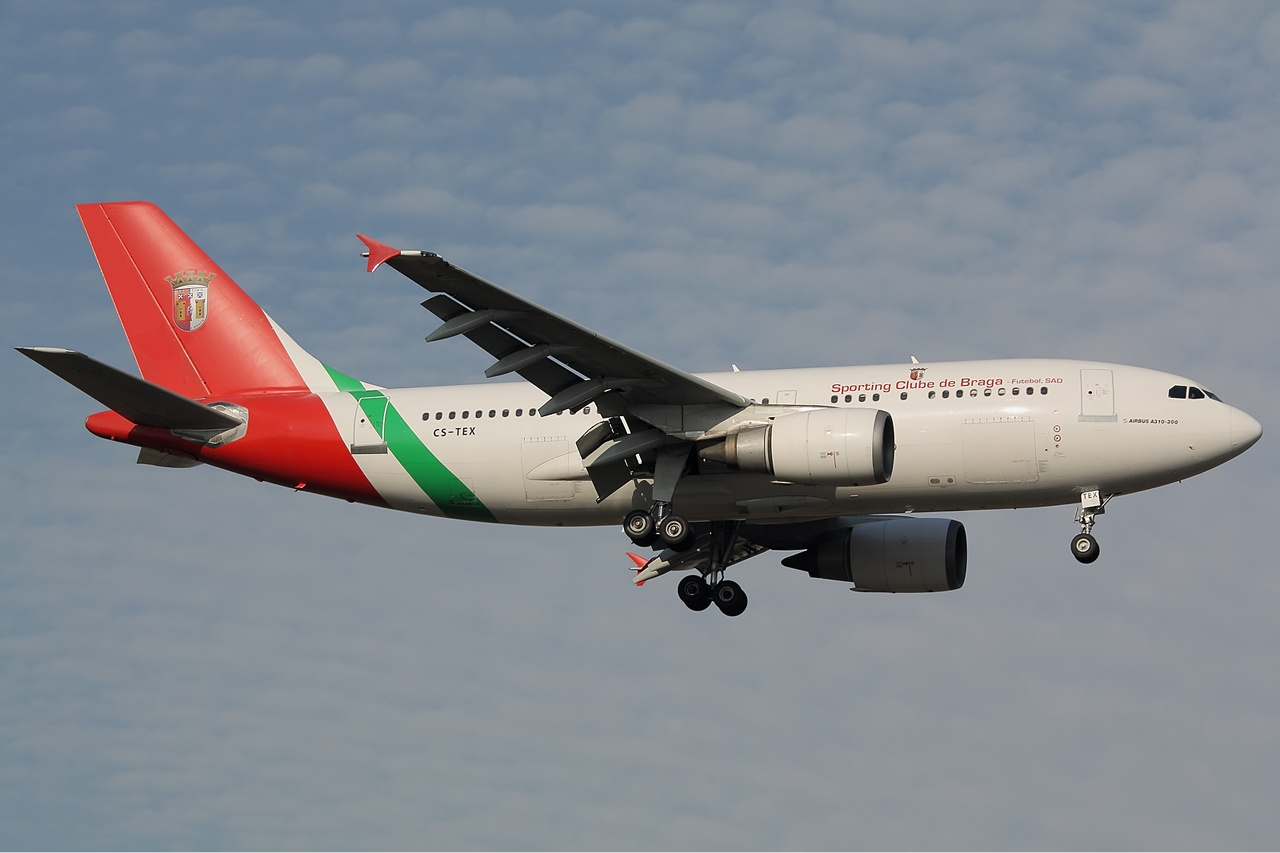
하이 플라이의 에어버스 A310-300
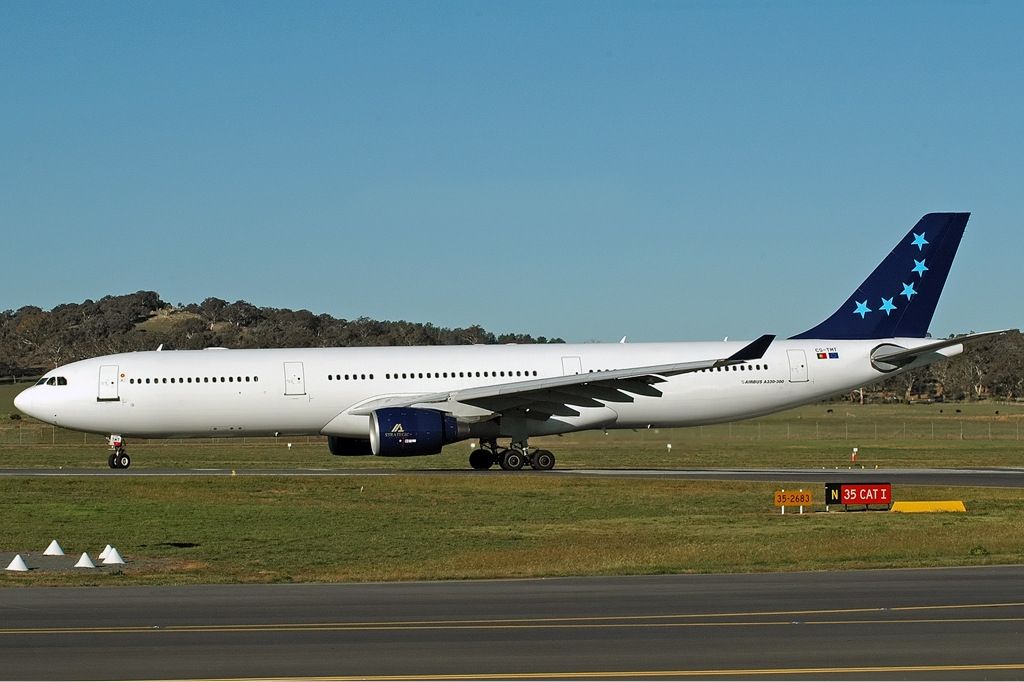
하이 플라이의 에어버스 A330-300
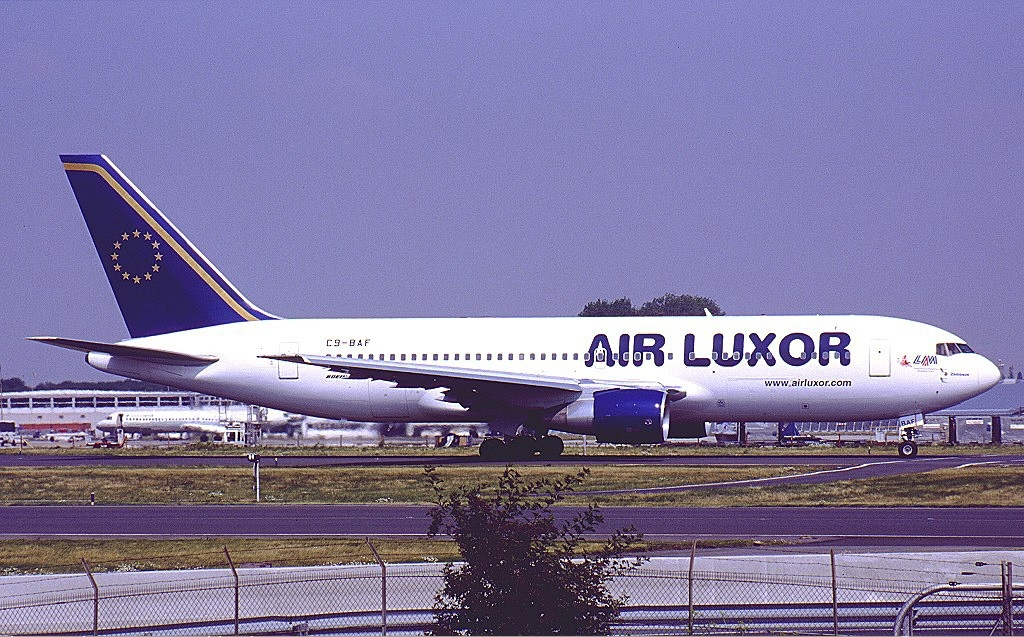
하이 플라이(에어 룩소르)의 보잉 767-200ER
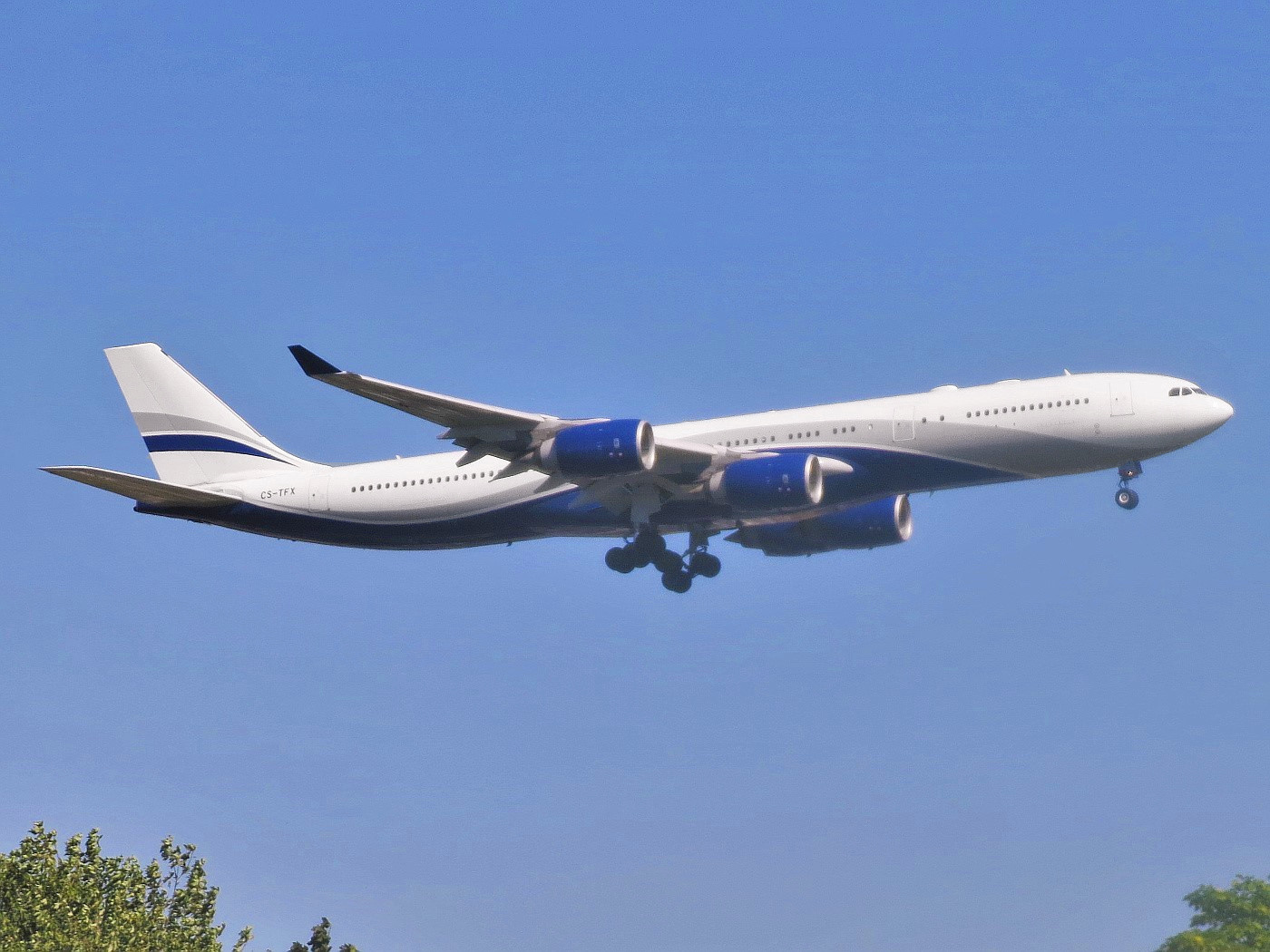
하이플라이의 에어버스 A340-500
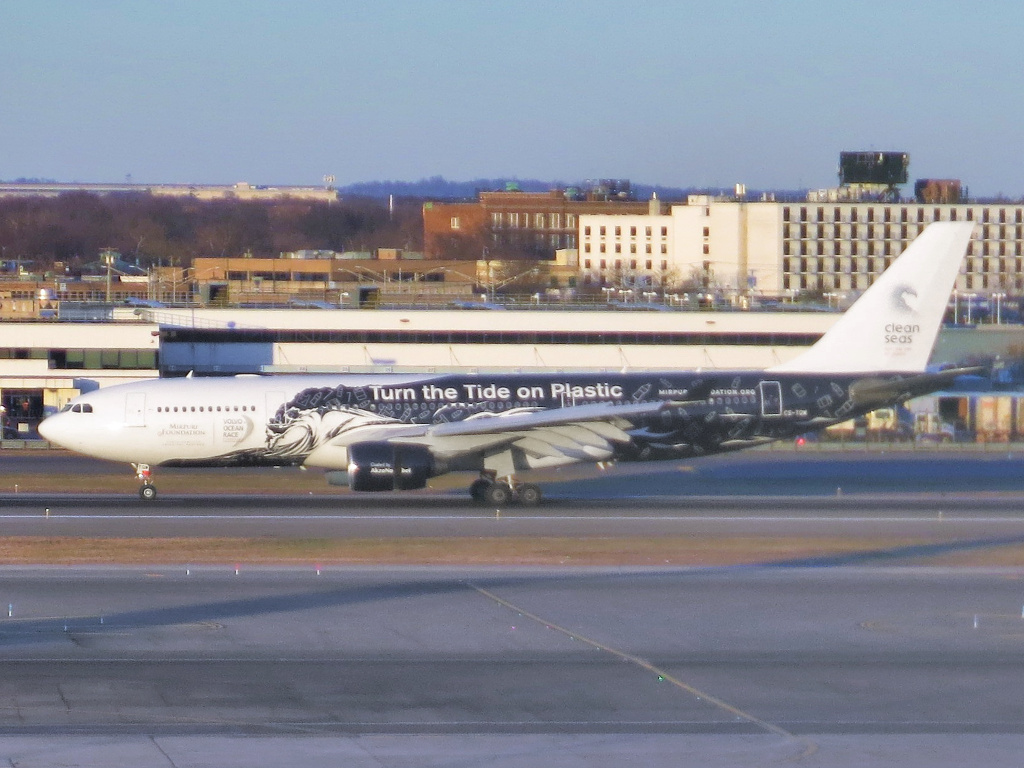
하이플라이의 에어버스 A330-200